# IAS 24
IAS 24 «Раскрытие информации о связанных сторонах» — международный стандарт финансовой отчетности, который обеспечивает раскрытие информации в финансовой отчетности организации, которая необходима для привлечения внимания к возможному влиянию связанных сторон, а также операций и незавершенных взаиморасчетов с такими сторонами, на её финансовое положение, прибыль или убыток, и действует с 01.01.1986 года, с изменениями от 01.01.2011 года, введен в действие для применения на территории Российской Федерации приказом Минфина России от 25.11.2011 № 160н.

## Определения
Связанная сторона — физическое лицо или компания, которая связана с компанией, подготавливающей финансовую отчетность.
Физическое лицо или его близкий родственник является связанной стороной, если это лицо:
- имеет контроль или совместный контроль над отчитывающейся компанией;
- имеет существенное влияние над отчитывающейся компанией;
- входит в состав ключевого управленческого персонала отчитывающейся компании или её материнской компании.

Компания является связанной стороной, если выполняется любое из следующих условий:
- данная компания и отчитывающаяся компания входят в одну группу;
- данная компания является ассоциированной или находящейся под совместным контролем;
- обе компании являются совместными предприятиями одного и того же третьего лица;
- одна из компаний является совместным предприятием, а другая — ассоциированной компанией одного и того же третьего лица;
- представляет собой план вознаграждений по окончании трудовой деятельности в интересах наемных работников отчитывающейся компании, или компании, связанной с отчитывающейся компанией;
- компания контролируется или находится под совместным контролем физического лица, который является связанной стороной;
- лицо, имеющее существенное влияние на компанию или входит в состав ключевого управленческого персонала компании (или её материнской компании).

Операция между связанными сторонами — передача ресурсов, услуг или обязательств между связанными сторонами, независимо от взимания платы.
Контроль — право на получение дохода от участия в компании, возможность влиять на этот доход, нести риски от участия в этом доходе при помощи осуществления своих полномочий.
Совместный контроль — контроль, закрепленный в договоре, когда решения принимается при единогласном решении всех сторон.
Существенное влияние — право участвовать в принятии решений по политике компании (не контроль или совместный контроль над политикой).
Ключевой управленческий персонал — лица, облеченные полномочиями и ответственностью в вопросах планирования, руководства и контроля деятельностью компании, в том числе её директор (исполнительный или неисполнительный), члены совета директоров.
Близкие родственники (гражданский супруг и дети, дети гражданского супруга, иждивенцы и другие родственники) — члены семьи физического лица, которые могут оказывать влияние на это лицо, либо сами оказываются под его влиянием в процессе взаимодействия с организацией.
Не обязательно являются связанными сторонами:
- две организации, только потому что у них общий директор или другое лицо, входящее в состав ключевого управляющего персонала;
- два участника совместной деятельности только в силу того, что они вместе осуществляют контроль над совместной деятельностью;
- организации, предоставляющее финансовые ресурсы, профсоюзы, коммунальные службы и государственные учреждения и агентства просто в силу их обычного взаимодействия с организацией (несмотря на то, что они могут ограничивать свободу действий такой организации или участвовать в процессе принятия ею решений);
- отдельный покупатель, поставщик, сторона, предоставляющая льготное право по договору о франшизе, распространитель, или генеральный агент, с которым компания проводит сделку на крупную сумму, просто ввиду возникающей в результате этого экономической зависимости.

## Раскрытие информации
Раскрываются в примечаниях к финансовой отчетности:
- взаимоотношения между связанными сторонами;
- взаимоотношения между материнскими и дочерними компаниями;
- наименование своей материнской компании, конечной контролирующей стороны.
- размер вознаграждения, выплачиваемого ключевому управленческому персоналу в совокупности:

- краткосрочные формы вознаграждения работникам (зарплата, взносы на социальное обеспечение, ежегодный оплачиваемый отпуск и отпуск по болезни, участие в прибыли и премии, вознаграждения в неденежной форме);
- вознаграждения по окончании трудовой деятельности (пенсии, иные пособия по выходу на пенсию, страхование жизни и медицинское обслуживание по окончании трудовой деятельности);
- иные виды долгосрочного вознаграждения работникам (оплачиваемый отпуск для работников, юбилейные выплаты или иные вознаграждения за выслугу лет, долгосрочные выплаты пособия по нетрудоспособности, участие в прибыли, премии и отложенные вознаграждения);
- выходные пособия;
- выплаты, основные на долевых инструментах.

- характер отношений со связанными сторонами:

- сумма осуществленных операций;
- сумма задолженности и связанные условия и детальные сведения о любых предоставленных или полученных гарантиях;
- резервы по сомнительным долгам, связанные с суммой непогашенных сальдо;
- расход, признанный в течение периода в отношении безнадежных или сомнительных долгов, причитающихся к получению от связанных сторон.

Отчитывающаяся компания освобождается от раскрытия информации в отношении операций и сумм задолженностей, если связанной стороной является:
- государство, если оно контролирует, совместно контролирует или значительно влияет на отчитывающуюся компанию;
- другая компания, потому что то же самое государство контролирует, совместно контролирует или значительно влияет на обе компании — на отчитывающуюся компанию и на другую компанию.

Но должна раскрыть следующее операции и непогашенные суммы задолженности:
- название государства и природу его отношений с отчитывающейся компанией (наличие контроля, совместного контроля или существенного влияния);
- природу и сумму каждой операции и для других операций, которые совокупно, но не индивидуально, значительны, — качественные или количественные показатели их величин.